# Кумица
Кумица (грч. Κουμίτσα) је приморско насељено место у општини Аристотел у периферији Средишња Македонија, Грчка. Према попису из 2021. године било је 4 становника.
Насеље је раније било манастирски метох на коме је 1920. године живело 27 житеља. На наредним пописима се није водило као посебно насеље до 2002. године.